# Juan Bautista Alberdi
Juan Bautista Alberdi är en ort i Argentina.   Den ligger i provinsen Tucumán, i den norra delen av landet, 1 000 km nordväst om huvudstaden Buenos Aires. Juan Bautista Alberdi ligger 377 meter över havet och antalet invånare är 18 430.
Terrängen runt Juan Bautista Alberdi är platt, och sluttar österut. Närmaste större samhälle är Aguilares, 16,9 km norr om Juan Bautista Alberdi.
Trakten runt Juan Bautista Alberdi består till största delen av jordbruksmark. Runt Juan Bautista Alberdi är det glesbefolkat, med 20 invånare per kvadratkilometer.